# Уксии
Уксии (Uxii, Οΰξιοι, древнеперсид. Hûzha) — народ (племенной союз), из неиранских полукочевников, живших где-то в горах Загрос. В «Энциклопедическом словаре Брокгауза и Ефрона» уксии описываются как «дикий, хищнический народ, населявший восточную часть древней Сузианы», а в «Реальном словаре классических древностей» как «разбойническое племя».
Неарх отнес их к четырём хищным народам юго-запада наряду с мардами, сусиями и элимеями. Защищенные ущельями и укреплениями на скалах они совершали набеги на оседлое население Древнего Ирана, но кроме того, разводили овец. Уксии также взимали пошлину с проходящих армий, пока не были разбиты Александром Македонским в битве при Уксийском ущелье. 
Во время завоевания Персии Александром Великим уксиев возглавлял Мадат. Их можно разделить на две группы: одна, обитавшая на равнинах и ведшая оседлый образ жизни, и другая, обитавшая в горах и кочевая. Равнинные уксии почти сразу сдались Александру, а горцы заявили, что пропустят македонян через свои земли только после уплаты подати, которую они ранее получали за проход от персидских царей. Пообещав выдать достойную плату, Александр воспользовавшись услугами проводников из Суз, разделил войско и вместе с Кратером напал на уксиев с разных сторон, перебив многих из них. «Получив такие дары», уксии, прибегнув к заступничеству находящейся в лагере противника матери Дария (Мадат был женат на дочери сестры Дария III), с трудом смогли заключить мир, обязавшись выплачивать скотом ежегодную подать.
Разделение уксиев на оседлую и кочевую части схоже со многими другими племенами Ближнего Востока и Центральной Азии.